# Schwyberg
Der Schwyberg ist ein Hügelzug in den Freiburger Voralpen und liegt auf dem Gebiet der Sensler Gemeinden Plaffeien und Plasselb. Der im Norden gelegene Gross Schwyberg erreicht eine Höhe von 1645 m ü. M., der im Süden gelegene, durch den Sattel Hapferen Schwyberg (1516 m) abgetrennte Fuchses Schwyberg ist 1628 m ü. M. hoch (Schartenhöhe 112 m). 500 m nördlich des Fuchses Schwyberg liegt die Erhebung Schatters Schwyberg mit Kreuz (1619 m; Schartenhöhe zum Fuchses Schwyberg ungefähr 17 m).

## Name
Schwyberg ist die Freiburger Dialektform von Schweinsberg. In Landkarten aus der Zeit vor den 1950er-Jahren ist die schriftdeutsche Form als Bezeichnung für den Berg zu finden, in modernen Karten wird er jedoch so geschrieben, wie er im Sensebezirk genannt wird.